# Dead by Daylight
Pour les articles homonymes, voir DBD.
Dead by Daylight est un jeu vidéo multijoueur asymétrique de type survival horror développé par Behaviour Interactive.
Il s’agit d’un jeu asymétrique opposant un joueur à quatre autres. Un des participants endosse le rôle du Tueur, dont la mission est de sacrifier les autres joueurs. Les Survivants, eux, doivent parvenir à s’échapper en réparant des générateurs, ce qui permettra d’alimenter les portes de sortie et ainsi de prendre la fuite.
Le jeu est sorti en 2016 sur Windows puis l'année suivante sur PlayStation 4 et Xbox One. Il est ensuite sorti sur Nintendo Switch en 2019 puis sur PlayStation 5, Xbox Series et Google Stadia en 2020. Il a été édité par Starbreeze Studios entre 2016 et 2018 avant que Behaviour Interactive ne récupère les droits de distribution.
Le jeu a donné naissance à une franchise avec plusieurs adaptations et produits dérivés, dont une version mobile intitulée Dead by Daylight Mobile et développée par NetEase, sortie en 2020. Bien qu'elle reprenne le mode principal et une partie du contenu de la version originale, cette version est autonome avec du contenu et des modes spécifiques à la version mobile. Des jeux vidéos spin-off étendant l'univers du jeu, comme Hooked on You ou The Casting of Frank Stone, ont également vu le jour.

## Système de jeu
Dead by Daylight est un party game asymétrique à 5 joueurs. Un des joueurs prend le rôle d'un Tueur qui a pour but de sacrifier les autres joueurs appelés les Survivants pour l'Entité en les accrochant sur des crochets ou en les tuant de ses mains grâce à ses compétences ou ses offrandes.
Déroulement d'une partie :
De leur côté, les quatre doivent s'échapper de la carte en réparant cinq générateurs pour alimenter deux portes de sortie qu'ils pourront alors ouvrir. Pour échapper au Tueur, ils peuvent parcourir la carte, ayant des lieux contenant des palettes, des fenêtres ou des murs cassables. Ils peuvent également s'enfuir par la trappe qui, par défaut, n'apparaît et ne s'ouvre que lorsqu'il ne reste plus qu'un seul Survivant en vie, mais elle peut être fermée si le Tueur la trouve en premier, cependant le Survivant peut la rouvrir avec une clé s'il en possède une.
Quand les Survivants réparent un générateur, ils ont une chance de déclencher des tests d'habileté. S'ils ratent un test, la progression du générateur régresse et l'explosion qui en résulte révèle sa position au Tueur. Le Tueur a la possibilité de casser un générateur en cours de réparation pour en ralentir la progression. Il peut également blesser suffisamment les Survivants pour les mettre à terre, leur laissant peu de temps pour être secourus par leurs coéquipiers avant de mourir d'hémorragie.
Les Survivants peuvent également ouvrir des coffres qui leur permettent de trouver des objets qu'ils peuvent utiliser pour réparer les générateurs plus rapidement (avec des boîtes à outils — celles-ci permettent aussi de détruire provisoirement les crochets sacrificiels), se soigner ou soigner les autres Survivants plus rapidement que sans matériel (avec des trousses de soins), aveugler le tueur (avec des lampes torches), ouvrir la trappe ou révéler l'aura des autres joueurs (avec des clés) ou révéler l'aura d'objets interactifs (avec des cartes, qui peut révéler l'aura des générateurs, des totems, des coffres, des objets de certains Tueurs et de la trappe).
Par rapport à l'environnement des cartes, 5 totems (des petites offrandes à base d'os et de crânes humains) apparaissent toujours sur la carte et différentes compétences peuvent y être associées, appelées compétences de sort, disponibles pour les Tueurs et les Survivants. Après interaction des compétences avec ceux-ci, le Tueur peut en faire des Totems Ensorcelés ou Ravivés, et les Survivants des Totems de Bénédiction. Les Survivants peuvent alors aller détruire les totems du Tueur en interagissant avec eux et inversement, ce qui supprime leur effet lors de la partie.
Compétences et améliorations :
Les survivants et les tueurs ont chacun la possibilité d'utiliser jusqu'à quatre compétences dans leur équipement, ce qui confère à leur personnage des capacités spéciales. Les compétences diffèrent entre les survivants et les tueurs ; une compétence de survivant ne peut pas être utilisée par les tueurs et réciproquement. Parmi les compétences des survivants, on peut citer une accélération de la vitesse lorsqu'ils fuient le tueur, la capacité de se soigner sans trousse de soins, la possibilité de saboter brièvement les crochets sacrificiels sans boîtes à outils, et bien d'autres choses encore. Parmi les compétences du tueur, on peut citer le fait de voir les survivants à travers les murs, d'entraver les effets des survivants en difficulté tout en les amenant à un crochet, d'empêcher de travailler sur les générateurs, de faire régresser les générateurs, d'accélérer la récupération d'une attaque de base manquée, et bien d'autres choses encore. Un certain nombre de compétences générales sont débloquées au départ et peuvent être apprises par n'importe quel personnage. De plus, chaque personnage commence avec un ensemble de trois compétences qui lui sont propres. Les compétences, les objets et les accessoires peuvent être débloqués via la toile de sang, un arbre de compétences dans lequel chaque personnage peut dépenser de la monnaie du jeu : Les Points de Sang. Le fait d'atteindre le niveau 50 dans la toile de sang d'un personnage permet au joueur de donner du prestige à ce personnage. Ce faisant, le personnage revient au niveau 1 et débloque ces compétences propres pour tous les personnages du même rôle. Par la suite, le niveau de prestige peut augmenter si on met des points dans la toile de sang.
Il est aussi important de préciser que chaque Tueur a un pouvoir spécial en plus de ses compétences, lui permettant d’être avantagé face aux survivants et avoir plus de chances d’effectuer ses quatre sacrifices. Ces pouvoirs peuvent prendre la forme de mobilité, de puissance ou de vitesse supplémentaire par exemple.
Monnaies du jeu :
Le jeu contient trois types de monnaies de base ayant chacune une fonction différente. La première et la plus courante sont les Points de Sang, ceux-ci s'obtiennent à la fin d'une partie en fonction du score du joueur, plus le score est élevé et plus le nombre de Points de Sang remportés augmentera. Ils ne peuvent pas être achetés et servent à améliorer le niveau de la Toile sur les personnages du jeu, afin de débloquer leurs compétences et gagner du Prestige. Lors de certains évenements, un pourcentage bonus de Points de Sang peut être mis en place et permet aux joueurs d'en gagner davantage.
Le deuxième type de monnaie sont les Éclats Irisés. Ceux-ci s'obtiennent lorsque le joueur augmente de niveau à force de gagner de l'expérience au cours des parties, ou dans la Faille (sorte de Pass de Combat de ce jeu) en réalisant des défis et en passant des paliers.Ils ne peuvent pas être achetés et permettent d'acheter directement des nouveaux personnages (Tueurs et Survivants) dont le prix varie.
La dernier type de monnaie sont les Cellules d'Ora et sont exclusivement disponibles à l'achat dans la boutique du jeu avec de l'argent réel. Avec celles-ci, le joueur peut acheter des nouveaux personnages (certains ne pouvant être acheté qu'avec ces dernières), des skins, des offres ou encore la version premium de la Faille.
La Faille :
Comme dans la plupart des jeux multijoueurs en ligne, ce jeu contient un genre de pass de combat appelé la Faille. Celle-ci prend place sous forme de chapitres mettant à l'honneur différents personnages, dans lesquels un certains nombre de défis sont réalisables. Avant de lancer une partie, le joueur peut sélectionner un défi et lorsque celui-ci est accompli, le joueur remportera une quantité variable de Points de Sang et de Fragments de la Faille en fonction de la difficulté du défi choisi. Ces Fragments de la Faille permettent de progresser dans les paliers du chapitre actuel et chaque palier contient une récompense telle que des Points de Sang, des skins ou des Éclats Irisés par exemple.

## Contenu

### De base dans le jeu
À sa sortie, Dead by Daylight a été lancé avec 3 Tueurs : le Piégeur, le Spectre et le Montagnard, auxquels s'ajoutent 4 survivants : Dwight Fairfield, Meg Thomas, Claudette Morel et Jake Park. Ces survivants, contrairement à ceux qui sortiront en DLC ont des compétences de base qui leur donnent un rôle bien précis dans la partie : réparation (Dwight), distraction du tueur (Meg), soins (Claudette) et sabotage (Jake).

### 1reannée
En 2016, le jeu a vu sa liste de personnages s’élargir avec l’ajout de l'Infirmière et Nea Karlsson, la Silhouette (Michael Myers) et Laurie Strode du film Halloween, la Harpie et Ace Visconti, William "Bill" Overbeck de Left 4 Dead, et enfin le Docteur et Feng Min. Le jeu a donc eu droit à ses deux premières licences.

### 2eannée
En 2017, la Chasseuse et David King, le Cauchemar (Freddy Krueger) et Quentin Smith de Freddy : Les Griffes de la nuit, le Cannibale (Leatherface) de Massacre à la tronçonneuse et enfin le Cochon (Amanda Young) et l’inspecteur David Tapp de la saga Saw ont rejoint Dead by Daylight. Trois licences ont donc été ajoutées au jeu.

### 3eannée
De juin 2018 à mars 2019, seuls des tueurs et survivants originaux ont été apportés à la liste des personnages du titre : le Clown et Kate Denson, l'Esprit et Adam Francis, la Légion et Jeff Johansen et en dernier l'Épidémie et Jane Romero.

### 4eannée
À partir de juin 2019, les personnages à licence Ghost Face de Scream, Ash J. Williams de Ash vs Evil Dead, le Démogorgon, Nancy Wheeler et Steve Harrington de Stranger Things ont rejoint la liste. 2019 s'est terminée sur l'Oni, un démon apparenté à l'Esprit, autre tueuse du jeu, et Yui Kimura. Enfin en mars 2020, les personnages originaux le Lance-Mort et Zarina Kassir ont été ajoutés.

### 5eannée
Dès juin 2020, les personnages de la licence Silent Hill, le Bourreau (Pyramid Head) et Cheryl Mason (des skins supplémentaires payants permettent d'incarner Cybil Bennett, Lisa Garland, Maria ou James Sunderland). Courant septembre, viennent s'ajouter deux nouveaux personnages originaux, le Fléau, dont l'histoire, le décor et les caractéristiques rappellent les 2 précédents événements Halloween, et Felix Richter en tant que survivant. Le 1er décembre, la France est mise à l'honneur avec une nouvelle survivante malgache, Élodie Rakoto, et les Jumeaux, frère et sœur siamois français du XVIIe siècle, qui ont aussi la particularité d'être les premiers tueurs dédoublés, bien qu'un seul soit jouable à la fois. Le 30 mars 2021, les personnages de Ji-Woon Hak dit le Farceur, un chanteur de K-pop psychopathe, et Yun-Jin Lee, sa productrice égocentrique sont rajoutés au jeu.

### 6eannée
Le 15 juin 2021, le premier chapitre ajouté provient de la licence Resident Evil, à l'occasion de son 25e anniversaire, et comprend Leon S. Kennedy, Jill Valentine, et le Némésis, tirés des jeux Resident Evil 2 et Resident Evil 3. Il est à noter que des skins (payantes) supplémentaires peuvent permettre de prendre l'apparence de Claire et Chris Redfield, ainsi que Carlos Oliveira et Sheva Alomar, chacun ayant sa propre palette audio dans le jeu.
Le 7 septembre, arrive un nouveau tueur à licence : Pinhead, dit le Cénobite, de Hellraiser. Au départ, le tueur avait des lignes de dialogue prévues faisant référence aux films, non doublées par l'acteur originel, mais elles ont été supprimées pour des raisons de bugs, puis réintroduites en étant doublées cette fois-ci par l'acteur du film.
Un paragraphe arrive le 19 octobre, ne comportant qu'une survivante, Mikaela Reid, une jeune "sorcière" du style Wicca qui introduit les nouvelles compétences de "bénédiction".
Le 17 novembre, les éléments relatifs au DLC Stranger Things sont retirés de la vente (néanmoins toujours utilisables en jeu pour quiconque l'ayant au préalable acheté) en raison du retrait/non renouvellement des droits de Netflix.
Le 30 novembre, arrivent un nouveau survivant, Jonah Vasquez, et l'Artiste, Carmina Mora.
Le nouveau chapitre qui démarre en 2022 introduit Sadako Yamamura, appelée l'Onryo, et Yoichi Asakawa de la licence Ring. Le DLC sort le 8 mars de la même année.

### 7eannée
Le 7 juin sont introduits Haddie Kaur et le Dragage, un effrayant amas de chair et d'ossements humains qui seraient les restes de victimes d'une secte, maudis par la brume.
En septembre, un second chapitre sur la licence Resident Evil intitulé "Project W" fait son arrivée dans le jeu et comprend Ada Wong et Rebecca Chambers en tant que nouvelles survivantes ainsi que Albert Wesker, alias le Mastermind.
En novembre, c'est au tour du tueur le Chevalier et de Vittorio Toscano, tous deux de l'époque mediévale, de faire leur apparition dans le royaume de l'Entité.
Pour le dernier chapitre de l'année, c'est la Marchande de crânes de faire son entrée, accompagnée de Thalita et Renato Lyra, frère et sœur. Tous les trois sont brésiliens, et Thalita et Renato font partie des rares survivants à avoir des lignes de dialogue dans le lobby, entre eux uniquement et en portugais.

### 8eannée
Le 13 juin 2023 sont introduits 2 nouveaux personnages aux styles futuriste et science-fiction : la Singularité, un androïde humanoïde, et Gabriel Soma, un clone ingénieur.
Un paragraphe fait son apparition entre le 25 juillet, faisant entrer dans le jeu nul autre que l'acteur, réalisateur et producteur de cinéma Nicolas Cage. Il est, pour le moment, la seule personne vivante à être dans le jeu. Il a de nombreuses lignes de dialogue, mais il est le seul survivant à posséder des lignes de dialogue en jeu, au lieu de uniquement dans le lobby.
Le 1er août est annoncé un chapitre sur le film d'horreur iconique Alien, contenant une nouvelle carte sur l'épave du Nostromo, le Xénomorphe et Ellen Ripley, qui sort finalement le 29 août.
La mise à jour de novembre vient introduire un nouveau tueur, Chucky de la licence Jeu d'enfant. Il est le premier tueur dont le gameplay se joue entièrement à la troisième personne.
En janvier 2024, c'est un paragraphe qui sort avec l'ajout de Alan Wake, de la série de jeu éponyme, en tant que nouveau survivant.
En février 2024, plusieurs captures d'écran de conversations ainsi que des sons et des images de caméra de surveillance sont publiés sur les réseaux sociaux du jeu. Les indices sont énigmatiques et grandement inspirés de l'horreur analogique, une étrange créature y est fait référence. Une bande annonce sous forme de vidéo found-footage est révélée où l'on y voit cette même créature attaquer un campeur effrayé. Enfin, quelques jours plus tard, le futur chapitre est dévoilé et vient introduire Sable Ward, survivante à la recherche de son amie Mikaela Reid, apparue en 2021 dans le jeu, et l'Inconnu, qui est la créature capturée sur les images de vidéo surveillance. Le chapitre sort le 12 mars, accompagné par une carte présente dans le royaume du Dragage.

### 9eannée
Le 14 mai 2024, lors du live fêtant les 8 ans du jeu, un chapitre centré autour de la licence de jeu de rôle Donjons et Dragons est annoncé, ajoutant Vecna (en) en tant que tueur et deux bardes (en) en tant que survivants. Le même jour, un autre chapitre en collaboration avec la licence Castlevania est annoncé, avec une sortie prévue en août.
Un paragraphe sur la licence Tomb Raider arrive au mois de juillet et vient introduire Lara Croft dans le jeu en tant que nouvelle survivante. Au même moment, l'événement temporaire 2v8 est abordé plus en détail lors d'un live des développeurs avec une sortie prévue en août. À sa sortie, il permettait d'uniquement jouer les tueurs de base, mais tout les survivants. Le mode de jeu ayant suscité l'engoument d'une grande partie de la communauté, il est fait le choix qu'il apparaisse plusieurs fois, en collaboration avec des licences déjà présentes dans le jeu, telles que Donjons et Dragons ou Resident Evil.
Le 6 août 2024, à l'occasion du 10e anniversaire de la licence Five Nights at Freddy's, une collaboration est annoncée et est prévue pour l'été 2025. Le post est à ce jour le plus vu et le plus aimé par la communauté. Le même jour, le chapitre Castlevania se détaille et emmène Dracula ainsi que Trevor Belmont dans le jeu, dont la sortie est prévue le 27 août. Le nouveau tueur est le premier à bénéficier de plusieurs transformations physiques dans son gameplay, mais devient également le second tueur en partie jouable à la 3e personne.
Début novembre, les développeurs annoncent à la surprise générale le nouveau chapitre de fin d'année. Il introduit Taurie Cain, une survivante appartenant à un culte clandestin ainsi que la Maîtresse des Molosses, une tueuse accompagnée d'un chien pour traquer et facilement attraper ses victimes. Il sort finalement le 28 novembre.
Le 17 février 2025, les développeurs annoncent que tous leurs projets de chapitres, événements et cosmétiques sont reportés de quelques semaines afin de mettre en place plusieurs changements de qualité de vie du jeu.
Le 4 mars, les développeurs annoncent via leurs réseaux sociaux que Le Cénobite, également connu sous le nom de Pinhead, va « quitter la boutique dès le 4 avril 2025 ».
Le nouveau chapitre dévoilé le 11 mars, officiellement sorti le 2 avril, introduit Ken Kaneki, provenant du manga Tokyo Ghoul. Il est le premier tueur à être issu d'un anime sans être un cosmétique pour un autre tueur, comme cela a été le cas pour L'Attaque des Titans, collection qui a été retirée de la Boutique du jeu depuis.
Un paragraphe introduisant une nouvelle survivante, Orela Rose, le premier personnage ouvertement transgenre du jeu, est annoncé le 14 avril au travers de bandes sons ressemblant à un journal de bord. Elle arrive finalement le 6 mai.

### 10eannée
Annoncé quelques mois plus tôt, le chapitre Five Nights at Freddy's est révélé le 09 mai 2025 à l'occasion du live anniversaire des développeurs. Il dévoile un tueur, l'Animatronique, plus connu sous le nom de Springtrap, ainsi que la Freddy Fazbear Pizzeria comme nouvelle carte. Un cosmétique tiré de l'adaptation cinématographique est également prévu, Matthew Lillard prêtant ses traits et sa voix au personnage suite à sa performance en tant que William Afton dans le film. La sortie du chapitre est prévue courant juin.
Début juillet, un paragraphe centré sur la série The Walking Dead est annoncé, confirmant ainsi les indices laissés volontairement par les développeurs lors du dernier live anniversaire. Les survivants Rick Grimes et Michonne sont prévus pour le 29 juillet.

### Récapitulatif

#### Survivants
| Survivant                              | Franchise                          | Description                                         | Arrivée dans le jeu |
| -------------------------------------- | ---------------------------------- | --------------------------------------------------- | ------------------- |
| Dwight Fairfield                       | Personnages Originaux              | Meneur Nerveux                                      | 16 juin 2016        |
| Meg Thomas                             | Personnages Originaux              | Athlète Pleine d'Énergie                            | 16 juin 2016        |
| Claudette Morel                        | Personnages Originaux              | Botaniste Studieuse                                 | 16 juin 2016        |
| Jake Park                              | Personnages Originaux              | Survivaliste Solitaire                              | 16 juin 2016        |
| Nea Karlsson                           | Personnages Originaux              | Artiste Urbaine                                     | 18 août 2016        |
| Laurie Strode                          | Halloween                          | Survivante Déterminée                               | 25 octobre 2016     |
| Ace Visconti                           | Personnage Original                | Parieur Chanceux                                    | 8 décembre 2016     |
| William 'Bill' Overbeck                | Left 4 Dead                        | Vieux Soldat                                        | 8 mars 2017         |
| Feng Min                               | Personnages Originaux              | Compétitrice Acharnée                               | 11 mai 2017         |
| David King                             | Personnages Originaux              | Ferrailleur Endurci                                 | 27 juillet 2017     |
| Quentin Smith                          | Freddy (A Nightmare on Elm Street) | Marche-Rêve Déterminé                               | 26 octobre 2017     |
| David Tapp                             | Saw                                | Détective Déterminé                                 | 23 janvier 2018     |
| Kate Denson                            | Personnages Originaux              | Rossignol Plein d'Espoir                            | 12 juin 2018        |
| Adam Francis                           | Personnages Originaux              | Professeur Plein de Ressources                      | 18 septembre 2018   |
| Jeff Johansen                          | Personnages Originaux              | Artiste Calme                                       | 11 décembre 2018    |
| Jane Romero                            | Personnages Originaux              | Célébrité Influente                                 | 19 mars 2019        |
| Ash Williams                           | Evil Dead                          | Loup Solitaire                                      | 2 avril 2019        |
| Nancy Wheeler                          | Stranger Things                    | Journaliste en Herbe                                | 17 septembre 2019   |
| Steve Harrington                       | Stranger Things                    | Ancien Sportif Populaire                            | 17 septembre 2019   |
| Yui Kimura                             | Personnages Originaux              | Pilote de Courses de Rue Endurcie                   | 3 décembre 2019     |
| Zarina Kassir                          | Personnages Originaux              | Documentariste Courageuse                           | 10 mars 2020        |
| Cheryl Mason                           | Silent Hill                        | Jeune Femme Habituée à la Terreur                   | 16 juin 2020        |
| Felix Richter                          | Personnages Originaux              | Architecte Visionnaire                              | 8 septembre 2020    |
| Élodie Rakoto                          | Personnages Originaux              | Enquêtrice de l'Occulte                             | 1er décembre 2020   |
| Yun-Jin Lee                            | Personnages Originaux              | Productrice de Musique Égocentrique                 | 30 mars 2021        |
| Jill Valentine                         | Resident Evil                      | Membre Fondateur du S.T.A.R.S.                      | 15 juin 2021        |
| Leon S. Kennedy                        | Resident Evil                      | Jeune Agent de Police                               | 15 juin 2021        |
| Mikaela Reid                           | Personnages Originaux              | Jeune Mystique                                      | 19 octobre 2021     |
| Jonah Vasquez                          | Personnages Originaux              | Génie des Mathématiques                             | 30 novembre 2021    |
| Yoichi Asakawa                         | Ring                               | Brillant Biologiste Marin                           | 8 mars 2022         |
| Haddie Kaur                            | Personnage Originale               | Podcasteuse Courageuse et Déterminée                | 7 juin 2022         |
| Ada Wong                               | Resident Evil                      | Mystérieux Agent Secret                             | 30 septembre 2022   |
| Rebecca Chambers                       | Resident Evil                      | Infirmière Douée                                    | 30 septembre 2022   |
| Vittorio Toscano                       | Personnages Originaux              | Vagabond Éternel                                    | 22 novembre 2022    |
| Thalita Lyra                           | Personnages Originaux              | Combattants de Kitesurf Compétents et Compétitifs   | 7 mars 2023         |
| Renato Lyra                            | Personnages Originaux              | Combattants de Kitesurf Compétents et Compétitifs   | 7 mars 2023         |
| Gabriel Soma                           | Personnages Originaux              | Ingénieur plein de ressource                        | 13 juin 2023        |
| Nicolas Cage                           | Vraie vie                          | Superstar                                           | 25 juillet 2023     |
| Ellen Ripley                           | Alien                              | Lieutenant du Nostromo                              | 29 août 2023        |
| Alan Wake                              | Alan Wake                          | Auteur à Succès                                     | 30 janvier 2024     |
| Sable Ward                             | Personnage Originale               | Pas de descriptions                                 | 12 mars 2024        |
| La Troupe Aestri Yazar et Baermar Uraz | Donjons et Dragons                 | Pas de descriptions                                 | 3 juin 2024         |
| Lara Croft                             | Tomb Raider                        | Pas de descriptions                                 | 16 juillet 2024     |
| Trevor Belmont                         | Castlevania                        | Chasseur de Vampires                                | 27 août 2024        |
| Taurie Cain                            | Personnages Originales             | Disciple de la Serre Noire                          | 28 novembre 2024    |
| Orela Rose                             | Personnages Originales             | Ambulancière                                        | 06 mai 2025         |
| Rick Grimes                            | The Walking Dead                   | Chef d'un groupe de survivants suite à l'apocalypse | 29 juillet 2025     |
| Michonne Grimes                        | The Walking Dead                   | Protectrice inexorable                              | 29 juillet 2025     |

#### Tueurs
| Tueur                     | Tueur                                                 | Franchise                               | Description du pouvoir | Arrivée dans le jeu                                  |
| Nom de Tueur              | Vrai Nom                                              | Franchise                               | Description du pouvoir | Arrivée dans le jeu                                  |
| ------------------------- | ----------------------------------------------------- | --------------------------------------- | --- | ---------------------------------------------------- |
| Le Piégeur                | Evan MacMillan                                        | Personnages Originaux                   | Pose des pièges à ours pour attraper et blesser les Survivants. Ces pièges peuvent être désarmés par les Survivants. Le Piégeur peut ramasser, déplacer et réinitialiser ses pièges. | 16 juin 2016                                         |
| Le Spectre                | Phillip Ojomo                                         | Personnages Originaux                   | Sonne sa cloche pour gagner une vitesse de déplacement accrue et une quasi-invisibilité, au prix de l'impossibilité d'attaquer les survivants jusqu'à ce qu'il sonne à nouveau sa cloche. | 16 juin 2016                                         |
| Le Montagnard             | Max Thompson Jr.                                      | Personnages Originaux                   | Sprinte avec sa tronçonneuse qui met instantanément les Survivants en état critique. L'utilisation répétée de la tronçonneuse peut la faire surchauffer et la rendre inutilisable pendant un court laps de temps. | 16 juin 2016                                         |
| L'Infirmière              | Sally Smithson                                        | Personnages Originaux                   | Possède la capacité de se téléporter sur de grandes distances et de traverser les objets et les murs, au prix d'une vitesse de base réduite et d'une fatigue temporaire après la téléportation. | 18 août 2016                                         |
| La Silhouette             | Michael Myers                                         | Halloween                               | Traque les Survivants pour augmenter sa puissance. La Silhouette commence la partie avec un rayon de terreur caché, bien que sa vitesse et sa puissance d'attaque soient fortement diminuées. Après avoir traqué les survivants, il devient plus fort et finit par devenir suffisamment puissant pour mettre instantanément les survivants en état critique. | 25 octobre 2016                                      |
| La Harpie                 | Lisa Sherwood                                         | Personnages Originaux                   | Place des pièges qui sont déclenchés par les Survivants lorsqu'ils s'en approchent. Les pièges déclenchés affichent une illusion de la Harpie et lui permettent de se téléporter instantanément jusqu'à eux. Les Survivants peuvent effacer les pièges. | 8 décembre 2016                                      |
| Le Docteur                | Herman Carter                                         | Personnages Originaux                   | Rend les Survivants fous avec des chocs électriques, rendant les tests de compétences plus difficiles, les hallucinations du Docteur apparaissant, et supprimant temporairement leur capacité à se défendre contre lui. Lorsqu'ils sont rendus complètement fous, les survivants ne peuvent plus interagir avec la plupart des choses jusqu'à ce qu'ils s'en secouent. | 11 mai 2017                                          |
| La Chasseuse              | Anna                                                  | Personnages Originaux                   | Lance des hachettes pour blesser les Survivants à distance, et les recharge dans les casiers. | 27 juillet 2017                                      |
| Le Cannibale              | "Leatherface" Bubba Sawyer                            | Massacre à la tronçonneuse              | Utilise sa tronçonneuse pour augmenter sa vitesse de déplacement et effectuer une attaque de balayage qui met instantanément les Survivants en état critique. | 14 septembre 2017                                    |
| Le Cauchemar              | Freddy Krueger                                        | Freddy                                  | Les Survivants s'endorment avec le temps, les rendant vulnérables aux pièges qu'il leur tend. Le Cauchemar peut également se téléporter directement sur les générateurs. | 26 octobre 2017                                      |
| Le Cochon                 | Amanda Young                                          | Saw                                     | Place des pièges à ours inversés sur les Survivants, qui s'activent lorsque les générateurs sont terminés et les tue au bout d'un certain temps s'ils ne sont pas retirés. Elle peut également s'accroupir, ce qui masque son rayon de terreur et lui permet d'effectuer des attaques d'embuscade, à plus longue portée. | 23 janvier 2018                                      |
| Le Clown                  | Jeffrey Hawk                                          | Personnages Originaux                   | Lance des bouteilles de gaz toxique pour ralentir les Survivants et brouiller leur vision ou un antidote qui augmente la vitesse de déplacement du Clown et des Survivants. | 12 juin 2018                                         |
| L’Esprit                  | Rin Yamaoka                                           | Personnages Originaux                   | Se déplace dans une dimension alternative où sa vitesse est accrue, bien qu'elle ne puisse pas voir les survivants pendant cette phase et doit se fier à d'autres indices environnementaux tels que des marques d'égratignures ou de l'herbe en mouvement. Les Survivants ne peuvent pas voir l'Esprit pendant sa phase, mais ils peuvent entendre un son directionnel qui indique sa position actuelle. | 18 septembre 2018                                    |
| La Légion                 | Frank Morrison, Julie Kotsenko, Susie Lavoie, et Joey | Personnages Originaux                   | Entre dans un mode qui lui confère une vitesse de déplacement accrue et la capacité de sauter par-dessus les objets. S'il attaque un survivant pendant cette période, l'emplacement des autres survivants est révélé et le survivant blessé doit se suturer avant de pouvoir retrouver son état de santé normal. | 11 décembre 2018                                     |
| L'Épidémie                | Adiris                                                | Personnages Originaux                   | Infecte les Survivants et les objets en vomissant dessus ; tous les Survivants infectés toussent et vomissent bruyamment, faisant du bruit pour se révéler, et peuvent transmettre leur infection à d'autres Survivants et à d'autres objets. Ils peuvent propager leur infection à d'autres Survivants et objets. Ils peuvent purifier l'infection dans des fontaines situées sur la carte. Une fois nettoyée, la fontaine devient corrompue, ce qui permet à l'Épidémie d'interagir avec celle-ci pour obtenir temporairement une version mortelle de son attaque de vomissement, qui inflige des dégâts aux survivants au lieu de les infecter. | 19 mars 2019                                         |
| Ghostface                 | Danny Johnson                                         | Scream                                  | Temporairement capable d'entrer dans une période de furtivité qui cache son rayon de terreur et lui donne la possibilité de traquer les Survivants. Les Survivants complètement traqués peuvent être mis en état critique. Ils peuvent désactiver cette capacité en le, regardant pour le révéler. | 18 juin 2019                                         |
| Le Démogorgon             | Le Démogorgon                                         | Stranger Things                         | Traverse la carte grâce à des portails qu'il peut mettre au sol et plonge en avant pour asséner une vilaine lacération. | 17 septembre 2019                                    |
| L'Oni                     | Kazan Yamaoka                                         | Personnages Originaux                   | Consomme le sang des Survivants blessés pour entrer dans une période de puissance accrue, ce qui lui confère une attaque d'élan et une attaque en avant qui peuvent instantanément mettre les Survivants en état critique. | 3 décembre 2019                                      |
| Le Lance-Mort             | Caleb Quinn                                           | Personnages Originaux                   | Tire sur les Survivants à l'aide d'un fusil à harpon pour les ramener vers lui, en rechargeant après chaque tir. Ils peuvent briser la chaîne en utilisant des objets disposés à proximité. | 10 mars 2020                                         |
| Le Bourreau               | Pyramid Head                                          | Silent Hill                             | En traînant son grand couteau sur le sol, le Bourreau peut attaquer à courte distance en passant à travers les obstacles et en laissant des traces sur le sol. Les survivants qui marchent sur ces traces sont affligés de "tourments" et peuvent être envoyés dans des cages ou tués instantanément lorsqu'ils sont à terre. Les Survivants peuvent se débarrasser de leur tourment en sauvant un autre Survivant d'une cage. | 16 juin 2020                                         |
| Le Fléau                  | Talbot Grimes                                         | Personnages Originaux                   | S'injecte un sérum qui lui donne la capacité de rebondir sur les murs à grande vitesse pour se déplacer rapidement sur la carte. | 8 septembre 2020                                     |
| Les Jumeaux               | Charlotte et Victor Deshayes                          | Personnages Originaux                   | Une paire de jumeaux siamois qui peuvent se détacher l'un de l'autre. Le plus petit des Jumeaux, Victor, se détache de Charlotte et n'a pas de rayon de terreur, une stature nettement plus courte, une vitesse de déplacement plus rapide et une attaque en avant étendue. Il peut signaler à Charlotte les survivants qui se trouvent près de lui ou les gêner en leur sautant sur le dos. | 1er décembre 2020                                    |
| Le Farceur                | Ji-Woon Hak                                           | Personnages Originaux                   | Utilise de petits couteaux de lancer pour blesser progressivement les survivants à distance. Blesser les survivants avec des couteaux charge son "Événement Principal" qui lui permet de lancer ses couteaux à une vitesse nettement plus rapide. Il doit recharger ses couteaux dans les casiers, mais il dispose d'une infinité de couteaux pendant son "Événement Principal". | 30 mars 2021                                         |
| Le Némésis                | Némésis Type T                                        | Resident Evil                           | Utilise une attaque de tentacules à courte portée pour infecter les Survivants avec le virus T. Les Survivants infectés subissent des dégâts s'ils sont à nouveau touchés par le tentacule. Des zombies contrôlés par des IA parcourent également la carte, capables d'infecter et de blesser les Survivants infectés. | 15 juin 2021                                         |
| Le Cénobite               | Eliott Spencer "Pinhead"                              | Hellraiser                              | Attache les survivants avec des chaînes, réduisant leur vitesse de déplacement jusqu'à ce qu'ils se libèrent. La Configuration des Lamentations apparaît et contrôle la "Traque des Chaînes", une période indéfinie pendant laquelle des chaînes attachent les Survivants. Ils peuvent résoudre la Configuration des Lamentations pour mettre fin à la Traque des Chaînes, mais cela permet au Cénobite de se téléporter jusqu'à leur position. | 7 septembre 2021 / retiré de la vente le 4 mars 2025 |
| L'Artiste                 | Carmina Mora                                          | Personnage Original                     | Invoque des corbeaux qui peuvent infliger des dégâts à courte distance, ou assaillir un Survivant si le corbeau se déplace à longue distance. Les Survivants assaillis par les corbeaux permettent à l'Artiste de les voir à travers les murs et un second corbeau invoqué leur inflige des dégâts. | 30 novembre 2021                                     |
| L'Onryō                   | Sadako Yamamura                                       | Ring                                    | Capable de se "démanifester" pour remplacer son rayon de terreur par une légère berceuse et de se téléporter vers les télévisions positionnées à travers la carte. Les survivants se trouvant à proximité d'une télévision se voient infliger un statut de "Condamné". Une fois condamnés, ils peuvent être tués instantanément. Les Survivants peuvent prendre des cassettes VHS sur les télévisions afin de les éteindre et d'annuler leur statut de condamné. | 8 mars 2022                                          |
| Le Dragage                | Le Dragage                                            | Personnage Original                     | Se téléporte dans les casiers de la carte et peut revenir à un vestige de lui-même laissé à l'origine de la téléportation. Un compteur "Tombée de la nuit" est lentement chargé par les Survivants qu'il attaque, et une fois plein, il rend la carte presque complètement sombre pour tous les Survivants tout en augmentant la puissance du Dragage. Les Survivants peuvent verrouiller les casiers pour ralentir la sortie du Dragage d'un casier. | 7 juin 2022                                          |
| Le Mastermind             | Albert Wesker                                         | Resident Evil                           | Utilise le virus Uroboros pour s'élancer rapidement sur une courte distance, sauter par-dessus les obstacles et saisir les Survivants au contact, ce qui leur inflige des dégâts s'ils sont heurtés par un objet ou les projette sur une distance importante. Les Survivants sont infectés s'ils sont saisis et doivent utiliser un antidote pour être guéris. Les survivants complètement infectés qui sont attrapés par l'attaque de fente sont immédiatement mis en état critique. | 30 août 2022                                         |
| Le Chevalier              | Tarhos Kovács                                         | Personnages Originaux                   | Invoque 3 gardes contrôlés par l'IA (Carnifex, Assassin et Geôlier) qui ont chacun une compétence unique. Les gardes peuvent être envoyés pour briser des obstacles ou patrouiller seuls sur la carte et attraper des Survivants. S'il est détecté, le Survivant est chassé par le garde pendant une courte période et peut être blessé si le garde le rattrape. | 22 novembre 2022                                     |
| La Marchande de Crânes    | Adriana Imai                                          | Personnages Originaux                   | Place des drones stationnaires sur la carte pour détecter les Survivants. Lorsqu'ils sont à portée d'un drone, les Survivants peuvent être détectés et se retrouver instantanément en état critique, tandis que la Marchande de Crânes bénéficie de l'avantage de se trouver dans le rayon d'action du drone. Les drones peuvent être désactivés par les survivants, mais cela place un traceur sur eux que la Marchande de Crânes peut utiliser pour les localiser. | 7 mars 2023                                          |
| La Singularité            | HUX-A7-13                                             | Personnages Originaux                   | Lance des biocapsules sur les surfaces de l'environnement que la Singularité peut contrôler. Lorsqu'elle en contrôle une, elle peut observer les Survivants et tirer des projectiles qui les parasitent. Les Survivants parasités peuvent alors permettre à la Singularité de se téléporter derrière eux, qui active un état de puissance qui empêche les étourdissements. Les IEM, qui sont imprimés dans des boîtiers un peu partout sur la carte, désactivent temporairement les biocapsules et enlève le parasite de leur dos. | 13 juin 2023                                         |
| Le Xénomorphe             | Le Xénomorphe                                         | Alien                                   | En utilisant les stations de contrôle autour de la carte, le Xénomorphe entre dans un système de tunnels pour traverser rapidement la carte et se rendre à d'autres stations de contrôle. Au bout d'un certain temps, le Xénomorphe se déplace à quatre pattes, ce qui le rend plus furtif et lui permet d'effectuer une attaque spéciale avec sa queue acide. Les survivants peuvent interagir avec les stations de contrôle pour obtenir des tourelles de flammes portables qui, une fois déployées, peuvent attaquer le Xénomorphe. | 29 août 2023                                         |
| Le Brave Gars             | Charles Lee Ray                                       | La Fiancée de Chucky et la série Chucky | En utilisant son habileté spéciale, Chucky peut se déplacer et franchir des obstacles silencieusement. | 28 novembre 2023                                     |
| L'Inconnu                 | L'Inconnu                                             | Personnage Original                     | L'Inconnu peut utiliser son pouvoir pour affaiblir les survivants et les blesser. Il peut également placer passivement des hallucinations auxquelles il peut se téléporter. | 12 mars 2024                                         |
| La Liche (en)             | Vecna (en)                                            | Donjons et Dragons                      | Vecna peut utiliser quatre sorts, ayant chacun leur temps de recharge précis : un permettant de se projeter très rapidement en avant ; un permettant d'invoquer une sphère permettant de détecter les survivants ; un permettant de bloquer ou de relever les palettes, et un invoquant une rangée de squelettes blessant les survivants à portée. Les survivants peuvent fouiller des coffres spéciaux, contenant des objets contrant chaque sort. | 3 juin 2024                                          |
| Le Seigneur des Ténèbres  | Dracula                                               | Castlevania                             | Dracula possède trois formes : la forme vampirique, avec laquelle il peut blesser les survivants avec le Feu de l'enfer, qui créé des piliers de feu ; la forme de loup, avec laquelle il peut traquer et blesser les survivants en bondissant sur eux ; et la forme de chauve-souris, avec laquelle il ne peut pas voir les survivants, mais peut se téléporter aux sauts d'obstacles. | 27 août 2024                                         |
| La Maîtresse des Molosses | Portia Maye                                           | Personnage Originale                    | Elle possède un chien qui peut chercher les survivants et les lui révéler et qui peut les chasser, en les attrapant et les ramenant vers la Maîtresse des Molosses. | 28 novembre 2024                                     |
| La Goule                  | Ken Kaneki                                            | Tokyo Ghoul                             | De part sa condition de demi goule, Kaneki possède des tentacules (kagune) lui permettant de s'agripper sur à peu prêt n'importe quelle surface pour bondir et rattraper rapidement les survivants. | 02 avril 2025                                        |
| L'Animatronique           | William Afton "Springtrap"                            | Five Nights at Freddy's                 | Des portes de sécurité sont générées aléatoirement au début de chaque épreuve. Les survivants peuvent les emprunter au risque de croiser l'Animatronique qui peut également y circuler librement. Chaque porte est équipée de caméras permettant de révéler le tueur s'il se trouve à proximité. Springtrap possède une hache qui permet de saboter les caméras mais qui peut aussi affaiblir et saisir les survivants sur le moment. | 17 juin 2025                                         |

#### Autres personnages
D'autres personnages peuvent également être joués, ceux-ci étant des Tenues Légendaires que peuvent équiper les joueurs.
| Nouveau Survivant                  | Franchise                      | Survivant Originel      |
| Personnages Légendaires            | Personnages Légendaires        | Personnages Légendaires |
| ---------------------------------- | ------------------------------ | ----------------------- |
| Cybil Bennett                      | Silent Hill                    | Cheryl Mason            |
| James Sunderland                   | Silent Hill                    | Cheryl Mason            |
| Lisa Garland                       | Silent Hill                    | Cheryl Mason            |
| Maria                              | Silent Hill                    | Cheryl Mason            |
| Jonathan Byers                     | Stranger Things                | Steve Harrington        |
| Chris Redfield                     | Resident Evil                  | Leon S. Kennedy         |
| Carlos Oliveira                    | Resident Evil                  | Leon S. Kennedy         |
| Claire Redfield                    | Resident Evil                  | Jill Valentine          |
| Sheva Alomar                       | Resident Evil                  | Jill Valentine          |
| Tubarão                            | Tom Clancy's Rainbow Six Siege | Renato Lyra             |
| Rose Marigold                      | Alan Wake                      | Alan Wake               |
| Saga Anderson                      | Alan Wake                      | Alan Wake               |
| Soma Cruz                          | Castlevania                    | Trevor Belmont          |
| Alucard                            | Castlevania                    | Trevor Belmont          |
| Rain Carradine                     | Alien: Romulus                 | Ellen Ripley            |
| Geralt de Rive                     | The Witcher                    | Vitorio Toscano         |
| Daryl Dixon                        | The Walking Dead               | Rick Grimes             |
| Personnages Costumés               |                                |                         |
| Alessa Gillespie                   | Silent Hill                    | Cheryl Mason            |
| Ripley 8                           | Alien, la résurrection         | Ellen Ripley            |
| Blitz                              | Tom Clancy's Rainbow Six Siege | Felix Richter           |
| Wamai                              | Tom Clancy's Rainbow Six Siege | Adam Francis            |
| Uniforme de Tsukiko                | Junji Itō                      | Yui Kimura              |
| Renommée de Terumi                 | Junji Itō                      | Yun-Jin Lee             |
| Ballet Chaotique de la Marionnette | Junji Itō                      | Kate Danson             |
| Costume d'Eto                      | Tokyo Ghoul                    | Néa Karlsson            |
| Costume de lapin                   | Tokyo Ghoul                    | Yui Kimura              |
| Costume de Hide                    | Tokyo Ghoul                    | Renato Lyra             |
| Chanson de Yennefer                | The Witcher                    | Kate Danson             |
| Visite de Ciri                     | The Witcher                    | Sable Ward              |
| Rêve de Triss                      | The Witcher                    | Mikalea Reid            |
| Personnages non-disponibles        |                                |                         |
| Eren Yeager                        | L'Attaque des Titans           | Dwight Fairfield        |
| Mikasa Ackerman                    | L'Attaque des Titans           | Yui Kimura              |
| Livaï Ackerman                     | L'Attaque des Titans           | Jake Park               |
| Annie Leonhart                     | L'Attaque des Titans           | Meg Thomas              |
| Armin Arlert                       | L'Attaque des Titans           | Felix Richter           |
| Historia Reiss                     | L'Attaque des Titans           | Kate Denson             |
| Hange Zoë                          | L'Attaque des Titans           | Zarina Kassir           |
| Kenny Ackerman                     | L'Attaque des Titans           | Ace Visconti            |

| Nouveau Tueur                 | Franchise                                    | Tueur Originel          |
| Personnages Légendaires       | Personnages Légendaires                      | Personnages Légendaires |
| ----------------------------- | -------------------------------------------- | ----------------------- |
| Le Coup d'Œil                 | Crypt TV                                     | Le Docteur              |
| Le Mordeo                     | Crypt TV                                     | La Chasseuse            |
| Le Bavard                     | Hellraiser                                   | Le Cénobite             |
| HUNK                          | Resident Evil                                | La Légion               |
| William Birkin                | Resident Evil                                | Le Fléau                |
| Naughty Bear                  | Naughty Bear                                 | Le Piégeur              |
| La Reine Xénomorphe           | Aliens, le retour                            | Le Xénomorphe           |
| Tiffany Valentine             | La Fiancée de Chucky                         | Le Brave Gars           |
| Hommage d'Eddie               | Iron Maiden                                  | Le Dragage              |
| Eddie le Pharaon              | Iron Maiden                                  | Le Docteur              |
| Eddie l'Etranger              | Iron Maiden                                  | Le Lance-Mort           |
| Eddie le Samouraï             | Iron Maiden                                  | L'Oni                   |
| Miss Fuchi                    | Junji Ito                                    | L'Artiste               |
| Tomie                         | Junji Ito                                    | L'Esprit                |
| Rize Kamishiro                | Tokyo Ghoul                                  | La Goule                |
| Le Leshen                     | The Witcher                                  | L'Artiste               |
| Le Lapin Jaune                | Five Nights at Freddy's                      | L'Animatronique         |
| Glitchtrap                    | Five Nights at Freddy's VR: Help Wanted      | L'Animatronique         |
| Artiste Boulet Brothers       | The Boulet Brothers' Dragula (en)            | L'Artiste               |
| Personnages Mythologiques     |                                              |                         |
| Le Minotaure                  | Personnages Originaux                        | L'Oni                   |
| Le Krampus                    | Personnages Originaux                        | Le Piégeur              |
| Le Passeur des Enfers         | Personnages Originaux                        | Le Fléau                |
| Baba Yaga                     | Personnages Originaux                        | La Chasseuse            |
| Le Draugr                     | Personnages Originaux                        | Le Chevalier            |
| Élan Garou                    | Personnages Originaux                        | La Chasseuse            |
| Le Jabberwock                 | Les Aventures d'Alice au pays des merveilles | L'Artiste               |
| Personnages Costumés          |                                              |                         |
| La Sorcière des Bois          | Crypt TV                                     | La Harpie               |
| Le Dieu du Désir              | Crypt TV                                     | Le Farceur              |
| Le Clone Xénomorphe           | Alien, la résurrection                       | Le Xénomorphe           |
| Le Xénomorphe Scarifié        | Alien vs. Predator                           | Le Xénomorphe           |
| Le Xénomorphe Juggernaut      | Alien                                        | Le Xénomorphe           |
| Restes Pourris                | Ring                                         | L'Onryō                 |
| Chucky carbonisé              | Chucky                                       | Le Brave Gars           |
| Passé Ténébreux des Hikizuri  | Junji Itō                                    | Les Jumeaux             |
| Vêtements de soirée de Soichi | Junji Itō                                    | Le Farceur              |
| Tourments des Demi-Esprits    | Junji Itō                                    | Le Dragage              |
| Fin d'Eredin                  | The Witcher                                  | Le Chevalier            |
| Clowntrap                     | Five Nights at Freddy's                      | L'Animatronique         |
| Toxic Springtrap              | Five Nights at Freddy's                      | L'Animatronique         |
| Guerrière de l'Giver          | The Boulet Brothers' Dragula (en)            | La Chasseuse            |
| Personnages non-disponibles   |                                              |                         |
| Le Titan Cuirassé             | L'Attaque des Titans                         | L'Oni                   |
| Le Titan Marteau d'Armes      | L'Attaque des Titans                         | L'Esprit                |
| Le Bavard                     | Hellraiser                                   | Le Cénobite             |

#### Royaumes et Cartes
| Royaume                                   | Carte                                      | Franchise                          | Date d'Ajout                               |                  |
| ----------------------------------------- | ------------------------------------------ | ---------------------------------- | ------------------------------------------ | ---------------- |
| La Propriété MacMillan                    | Entrepôt de Charbon                        | Royaumes et Cartes Originaux       | 16 juin 2016                               |                  |
| La Propriété MacMillan                    | Entrepôt Grondant                          | Royaumes et Cartes Originaux       | 16 juin 2016                               |                  |
| La Propriété MacMillan                    | Fonderie de Souffrance                     | Royaumes et Cartes Originaux       | 16 juin 2016                               |                  |
| La Propriété MacMillan                    | Forêt Profonde                             | Royaumes et Cartes Originaux       | 16 juin 2016                               |                  |
| La Propriété MacMillan                    | Puits d'Asphyxie                           | Royaumes et Cartes Originaux       | 16 juin 2016                               |                  |
| Casse Autohaven                           | Dernière Demeure d'Azarov                  | Royaumes et Cartes Originaux       | 16 juin 2016                               |                  |
| Casse Autohaven                           | Cabane du Sang                             | Royaumes et Cartes Originaux       | 16 juin 2016                               |                  |
| Casse Autohaven                           | Gas Heaven                                 | Royaumes et Cartes Originaux       | 16 juin 2016                               |                  |
| Casse Autohaven                           | Terrain de la Casse                        | Royaumes et Cartes Originaux       | 16 juin 2016                               |                  |
| Casse Autohaven                           | Atelier Misérable                          | Royaumes et Cartes Originaux       | 16 juin 2016                               |                  |
| Coldwind Farm                             | Étable en Ruine                            | Royaumes et Cartes Originaux       | 16 juin 2016                               |                  |
| Coldwind Farm                             | Abattoir Putride                           | Royaumes et Cartes Originaux       | 16 juin 2016                               |                  |
| Coldwind Farm                             | Champs Pourris                             | Royaumes et Cartes Originaux       | 16 juin 2016                               |                  |
| Coldwind Farm                             | La Ferme Thompson                          | Royaumes et Cartes Originaux       | 16 juin 2016                               |                  |
| Coldwind Farm                             | Vallon des Tourments                       | Royaumes et Cartes Originaux       | 16 juin 2016                               |                  |
| Asile de Crotus Prenn                     | Salle des Aliénés                          | Royaumes et Cartes Originaux       | 18 août 2016                               |                  |
| Asile de Crotus Prenn                     | Chapelle du Père Campbell                  | Royaumes et Cartes Originaux       | 12 juin 2018                               |                  |
| Haddonfield                               | Lampkin Lane                               | Halloween                          | 25 octobre 2016                            |                  |
| Marais de Backwater                       | Le Pale Rose                               | Royaumes et Cartes Originaux       | 8 décembre 2016                            |                  |
| Marais de Backwater                       | Cellier Sinistre                           | Royaumes et Cartes Originaux       | 8 décembre 2016                            |                  |
| Institut de la Mémoire de Léry            | Centre de Traitement                       | Royaumes et Cartes Originaux       | 11 mai 2017                                |                  |
| Forêt Rouge                               | La Maison Maternelle                       | Royaumes et Cartes Originaux       | 27 juillet 2017                            |                  |
| Forêt Rouge                               | Le Temple de Purgation                     | Royaumes et Cartes Originaux       | 19 mars 2019                               |                  |
| Springwood                                | École Maternelle de Badham                 | Freddy (A Nightmare on Elm Street) | Royaume: 26 octobre 2017                   |                  |
| Usine de Conditionnement de Viande Gideon | Le Jeu                                     | Saw                                | 23 janvier 2018                            |                  |
| Propriété de Yamaoka                      | Résidence Familiale                        | Royaumes et Cartes Originaux       | 18 septembre 2018                          |                  |
| Propriété de Yamaoka                      | Sanctuaire du Courroux                     | Royaumes et Cartes Originaux       | 3 décembre 2019                            |                  |
| Ormond                                    | Station du Mont Ormond                     | Royaumes et Cartes Originaux       | 11 décembre 2018                           |                  |
| Ormond                                    | Mine du Lac d'Ormond                       | Royaumes et Cartes Originaux       | 12 décembre 2024                           |                  |
| Laboratoire National d'Hawkins            | Le Complexe Souterrain                     | Stranger Things                    | 17 septembre 2019                          |                  |
| Tombe de Glenvale                         | Saloon de Dead Dawg                        | Royaume et Carte Originaux         | 10 mars 2020                               |                  |
| Silent Hill                               | École Primaire Midwich                     | Silent Hill                        | 16 juin 2020                               |                  |
| Raccoon City                              | Aile Est du Commissariat de Raccoon City   | Resident Evil                      | Royaume: 15 juin 2021 Cartes: 30 août 2022 |                  |
| Raccoon City                              | Aile Ouest du Commissariat de Raccoon City | Resident Evil                      | Royaume: 15 juin 2021 Cartes: 30 août 2022 |                  |
| Cimetière Abandonné                       | Aire de Corbeaux                           | Royaumes et Cartes Originaux       | 30 novembre 2021                           |                  |
| Île Flétrie                               | Jardin de la Joie                          | Royaumes et Cartes Originaux       | 7 juin 2022                                |                  |
| Île Flétrie                               | Place de Greenville                        | Royaumes et Cartes Originaux       | 12 mars 2024                               |                  |
| Île Flétrie                               | Freddy Fazbear's Pizza                     | Five Nights at Freddy's            | 17 juin 2025                               |                  |
| Le Borgo Décimé                           | La Place Dévastée                          | Royaume et Carte Originaux         | 22 novembre 2022                           | 22 novembre 2022 |
| Le Borgo Décimé                           | Ruines Oubliées                            | Donjons et Dragons                 | 3 juin 2024                                |                  |
| Forêt Profonde de Dvarka                  | Site d'Atterrissage de Toba                | Royaume et Carte Originaux         | 13 juin 2023                               | 13 juin 2023     |
| Forêt Profonde de Dvarka                  | Épave du Nostromo                          | Alien                              | 29 août 2023                               |                  |

## Contenus dérivés
D'autres contenus liés à Dead by Daylight ont également vus le jour ou sont en cours de fabrication.

### Jeux vidéos
Lors du live anniversaire de la septième année du jeu a été annoncé un simulateur de rencontre nommé "Hooked on You: A Dead by Daylight Dating Sim", et sorti en août 2022. Ce jeu offre l'option de draguer 4 des tueurs originaux du jeu : le Piégeur, le Spectre, la Chasseuse et l'Esprit, avec l'apparition de Dwight, Claudette et du Farceur.
Le 19 mai 2023, lors du live anniversaire de la huitième année, sont annoncés 2 nouveaux jeux autour de Dead by Daylight, créés par 2 studios de développement différents : le premier, The Casting of Frank Stone, développé par Supermassive Games, sera un jeu d'histoire interactif se jouant en solo ; et le second sera un jeu multijoueurs où les différents joueurs devront se battre contre l'environnement et des ennemis n'étant pas d'autres joueurs (également appelé PvE) dans un autre Royaume de l'Entité, créé par Midwinter Entertainment.
Le 14 mai 2024, lors du live anniversaire de la neuvième année, est annoncé un nouveau jeu, What the Fog : il s'agit d'un jeu coopératif roguelike, dans lequel des survivants de Dead by Daylight doivent tuer les monstres du royaume de l'Entité afin de pouvoir alimenter les générateurs et s'enfuir. Le jeu est gratuit pour les personnes possédant un compte Behaviour, et est disponible le jour même sur Steam. Des informations supplémentaires sur The Casting of Frank Stone et le jeu produit par Midwinter, surnommé Project T, sont dévoilées,.

### Série de comics
Est annoncée le 29 octobre 2022 une série de comics sur les 4 membres de la Légion, qui étend leur histoire. Elle est écrite par Nadia Shammas, illustrée par Dillon Snook, colorée par Emilio Lecce, et publiée par Titan Comics. Le premier tome sort le 14 juin de la même année, étant une préquelle du jeu.

### Projet de film
Début mars 2023 est annoncé un film tiré du jeu, en collaboration avec Blumhouse Productions et Atomic Monster.

### Adaptation en jeu de plateau
Un jeu de société sort le 7 avril 2023, nommé Dead by Daylight: The Board Game, créé par Level 99 Games et distribué par Asmodee, disponible uniquement aux États-Unis après une campagne de financement participatif sur le site Kickstarter. Il inclut tous les personnages originaux jusqu'au chapitre 19. Un joueur y prends le rôle de Tueur et de 2 à 4 autres joueurs jouent des Survivants. Les joueurs peuvent utiliser des compétences, des objets, des accessoires et des pouvoirs afin de se déplacer sur la carte afin de réparer 4 Générateurs et s'échapper ou pourchasser et tuer les Survivants.

## Accueil

### Ventes
Le jeu a été un grand succès commercial. En février 2017, il s'était vendu à plus de 1,8 million d'exemplaires.

### Mentions
À partir de 2022, la chaîne comique Viva La Dirt League diffuse des vidéos parodiant la logique ou le système de jeu, dans une série intitulée « Dead by Daylight logic ». En janvier 2024, les vidéos de cette série ont été vues entre 570.000 et 1.200.000 fois.